# قصير السيقان
قصير السيقان أو بركيورس (الاسم العلمي Brachycrus)،جنس حيوان ثديي أرضي منقرض، ينتمي إلى فصيلة السبوسيات ورتبة مزدوجات الأصابع.كانت توجد في شمال أمريكا. عاشت خلال العصر الميوسيني الأوسط إلى العصر الميوسيني المتأخر، قبل حوالي سبعة ملايين سنة مضت. طوله متر.